# Дахбеди (комплекс)
Дахбеди́ — небольшой мусульманский комплекс, а также махаллинская (квартальная) мечеть в старой части города (так называемый «старый город») Самарканда, на территории гуза́ра (махалли́) «Дахбеди́» в центре города, на улице Биби́-Ханы́м, в 150 метрах к юго-западу от мечети Биби́-Ханы́м и Сиа́бского база́ра, и в 400 метрах к северо-востоку от площади и ансамбля Региста́н. Соседствует с частными жилыми домами.
Комплекс Дахбеди был построен в начале XX веке, в 1910-е годы. Представляет собой прямоугольное здание, с двух сторон которого выступает айван с резными деревянными колоннами, потолок которого богато и красиво украшено традиционными узбекскими и таджикскими узорами и рисунками. Рядом со зданием комплекса находится небольшой минарет и белый невысокий каменный столб с надписями на арабском языке, а в прилегающем открытом дворике имеется небольшой хауз, а также деревья.
Вместе с остальными архитектурными, археологическими, религиозными и культурными памятниками Самарканда входит в список Всемирного наследия ЮНЕСКО под названием «Самарканд — перекрёсток культур».